# Herman Cain
Herman Cain (13. prosince 1945, Memphis, Tennessee, USA – 30. července 2020, Atlanta, Geogie) byl afroamerický obchodník, politický aktivista a politický komentátor, člen Republikánské strany.
Cain pocházel z chudých poměrů. Vystudoval matematiku a výpočetní techniku a v 80. letech byl úspěšným manažerem ve firmách Burger King a Godfather's Pizza. V 90. letech byl ve vedení pobočky americké centrální banky v Kansas City a v roce 1996 byl poradcem v prezidentské kampani Boba Dolea.
Na začátku roku 2011 ohlásil, že se hodlá ucházet o republikánskou nominaci pro americké prezidentské volby v roce 2012. Podporoval programy afirmativní akce, ale odmítal rasové kvóty. V průběhu prezidentské kampaně média informovala o několika případech, kdy jej bývalé kolegyně obvinily za sexuálního obtěžování a nátlaku. 3. prosince 2011 svou kampaň ukončil kvůli obviněním ze sexuálního obtěžování (která ovšem odmítal).
S manželkou Glorií, roz. Etchisonovou, měl dvě děti. Byl aktivní v baptistické církvi.